# Agave sebastiana
Agave sebastiana là một loài thực vật có hoa trong họ Măng tây. Loài này được Greene mô tả khoa học đầu tiên năm 1885.

## Hình ảnh

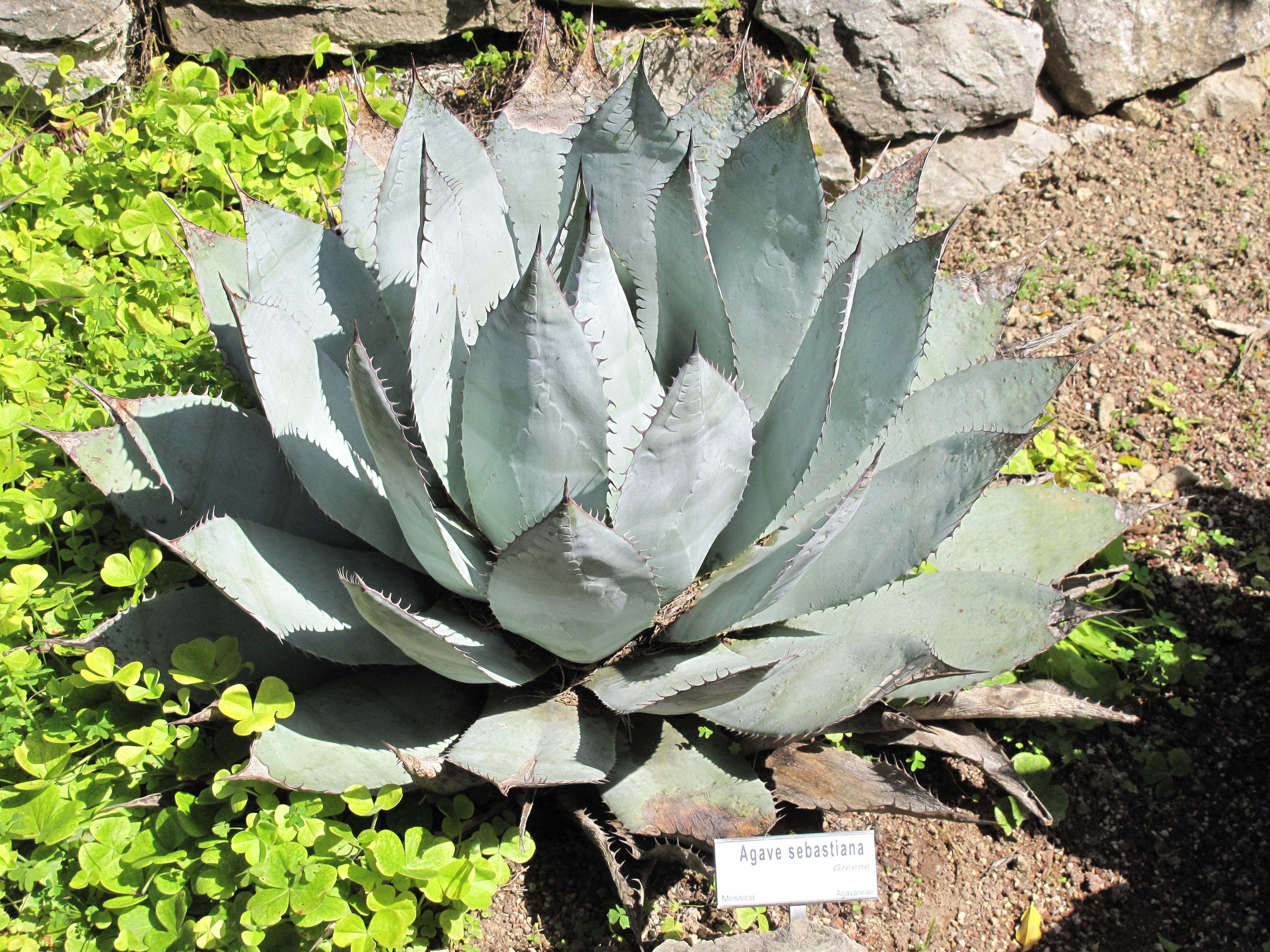
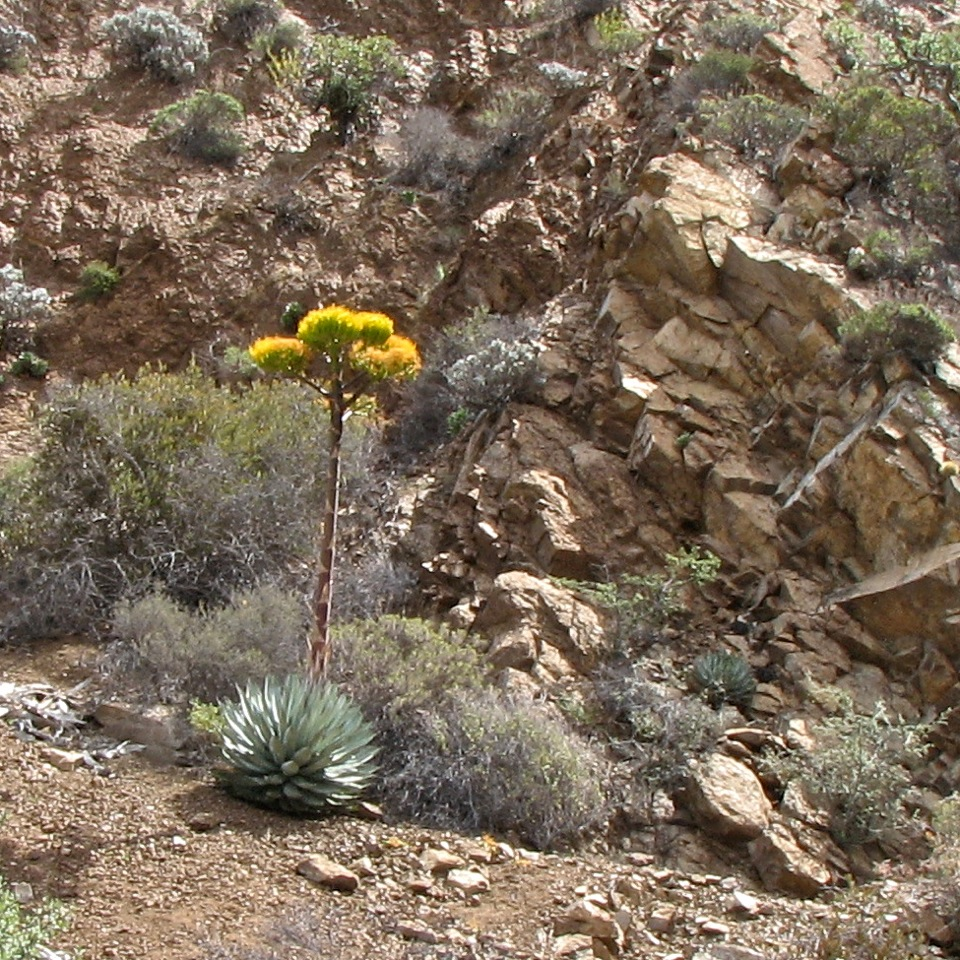
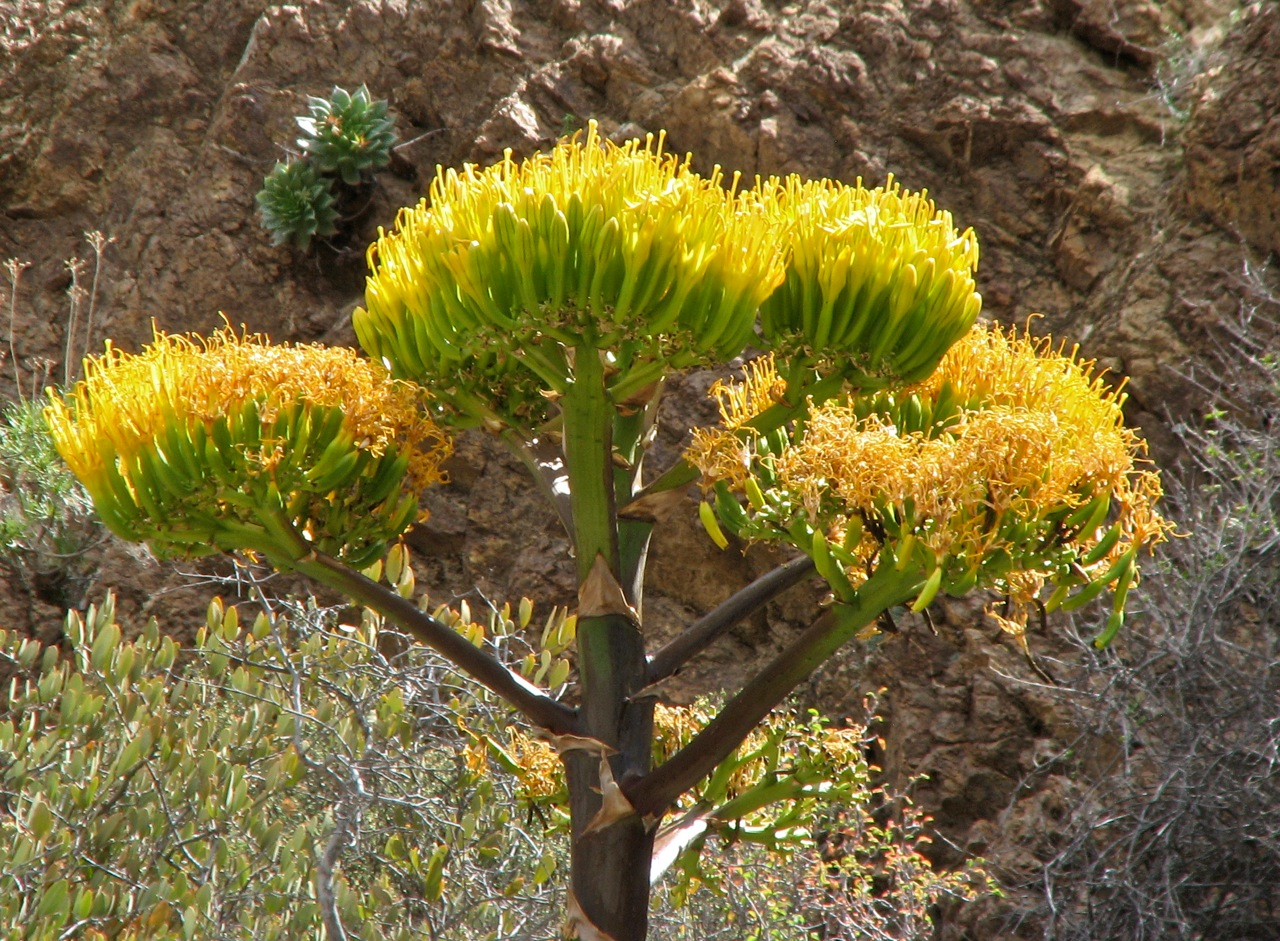